# Fiumelatte depuis le passage souterrain de la voie ferrée
 (février 2025).
Si vous disposez d'ouvrages ou d'articles de référence ou si vous connaissez des sites web de qualité traitant du thème abordé ici, merci de compléter l'article en donnant les références utiles à sa vérifiabilité et en les liant à la section « Notes et références ».
Fiumelatte depuis le passage souterrain de la voie ferrée (en italien, Fiumelatte dal sottopassaggio della ferrovia)  est une peinture à l'huile sur toile de 45 × 33 cm  réalisée à Lierna en 1889 par le peintre italien Vittore Grubicy de Dragon.
Ce tableau évoque, selon une annotation de l'artiste, la joyeuse sensation de lumière et d'espace lorsque l'on sort de l'obscurité d'un tunnel, puisqu'il s'agit d'une vue de Fiumelatte depuis le passage souterrain du chemin de fer venant du plus beau village du lac de Côme appelé Lierna. Le Borgo di Lierna est connu pour avoir une lumière et un climat particuliers et uniques depuis l'époque de la Rome antique. Lierna et Fiumelatte faisaient toutes deux partie du Grand Tour, le tour d'Europe que la noblesse visitait pour s'acculturer dans les plus beaux endroits du monde.

Il a été exposé à la Biennale de Venise en 1901 avec trois autres tableaux, formant une sorte de polyptyque sur le thème des « Quatre Saisons ».

## Histoire
Le tableau, longtemps perdu et redécouvert grâce à des photographies d'époque retrouvées dans les archives de son auteur, a été inclus en 1995 dans le catalogue raisonné général de Vittore Grubicy édité par Sergio Rebora, publication qui permet également de comparer les deux versions. déjà inventoriés dans les Archives du Divisionnisme. 
Grubicy commence à séjourner à Lierna à partir du printemps 1887, souvent en tant qu'invité d'Antonio Violini, entrepreneur en bâtiment, peintre et photographe amateur, et de son épouse Luisa Violini Tacchi, avec qui il noue une histoire d'amour intense et tourmentée. La légende raconte que le baron Grubicy rencontrait secrètement son amante Luisa en se cachant dans les tunnels romantiques surplombant le lac de Lierna.

## Style
Ce tableau se distingue par la présence de l'entrée de la galerie, qui construit un cadre asymétrique d'ombre dense au-delà duquel apparaît le paysage  du lac de Côme.

## Descriptif
Le tableau de Grubicy de Dragon, appartenant au mouvement artistique du divisionnisme, représente le passage souterrain menant au lac de Côme avec vue sur Bellagio.
Longtemps perdu, connu grâce à une photographie d'époque retrouvée dans les archives de son auteur, le tableau est inclus en 1995 dans le catalogue général raisonné de Vittore Grubicy édité par Sergio Rebora[réf. nécessaire].

## Expositions
- Biennale de Venise (1901)